# Capitoli de L'Uomo Tigre

Copertina del primo volume dell'edizione italiana Panini Comics

Questa è la lista dei capitoli de L'Uomo Tigre, manga scritto da Ikki Kajiwara e illustrato da Naoki Tsuji. L'opera è stata pubblicata in Giappone dalla casa editrice Kōdansha dal 1968 al 1969 sulla rivista Bokura Magazine, e dal 1970 al 1971 su Weekly Shōnen Magazine. I capitoli sono stati in seguito raccolti in 14 volumi tankōbon.
L'edizione italiana è stata pubblicata dal 30 ottobre 2001 al 20 giugno 2007 dalla SaldaPress. Essa si compone di 15 albi di dimensioni ridotte rispetto agli originali giapponesi. Al Lucca Comics & Games 2012, l'editore Panini Comics ne ha annunciato una riedizione in albi corrispettivi agli originali, pubblicati a cadenza mensile dal 19 gennaio 2013 al 22 febbraio 2014.

## Lista volumi
Vengono riportate le date di uscita dei volumi in Italia, editi da Panini Comics, prima edizione italiana a seguire fedelmente la numerazione originale giapponese.
| Nº | Titolo italiano Giapponese 「Kanji」 - Rōmaji | Data di prima pubblicazione             | Data di prima pubblicazione |
| Nº | Titolo italiano Giapponese 「Kanji」 - Rōmaji | Giapponese                              | Italiano                    |
| 1  | L'Uomo Tigre 1 「タイガー・マスク 1」 - Taigā Masuku 1 | 20 maggio 1969 ISBN 978-4-06-109056-9   | 19 gennaio 2013             |
| 1  | Trama Naoto Date crebbe nell'orfanotrofio Chibikko House insieme a tanti altri sfortunati ragazzi che, come lui, avevano perso i genitori. Questo finché, durante una gita allo zoo, non decise di cambiare la propria vita: ispirato dalla maestosità delle tigri in gabbia, capì che voleva diventare forte come quegli splendidi felini e fuggì. Fu allora che gli si avvicinò un emissario della Tana delle Tigri, potente organizzazione segreta che crea i più forti e i più scorretti wrestler del mondo: l'uomo era alla ricerca di giovani senza famiglia, irrequieti, fisicamente forti e con un talento innato per il wrestling. Naoto venne portato nella scuola dove si formano i wrestler più spietati del mondo. Qui dovette combattere con giovani di ogni provenienza, in lotta come lui per sopravvivere. Dopo oltre cinque anni di allenamenti nacque Tiger Mask, un wrestler mascherato scorretto, violento, assetato di sangue, il più forte e spietato mai uscito dalla Tana delle Tigri. Arriva anche l'esordio sui ring americani, dove Tiger Mask si fece subito notare per la crudeltà e l'assoluta mancanza di rispetto per le regole. Non c'è nulla che non farebbe per mandare k.o. l'avversario e anche le sconfitte ottenute per squalifica a causa del comportamento sleale sono da lui viste come medaglie al valore. Un modo di agire e pensare che è il frutto di anni passati ad allenarsi nella Tana delle Tigri. Con il ritorno in Giappone, dopo una lunga e fruttuosa tournée in America, per Naoto tutto è cambiato. Ha incontrato il professor Wakatsuki e sua sorella Ruriko, i vecchi amici d'infanzia che gestiscono il vecchio orfanotrofio in cui è cresciuto. Ora, come allora, l'istituto è schiacciato dai debiti e Naoto ha deciso di usare il denaro vinto grazie ai match per salvarlo. Questo gli ha però impedito di versare la sua quota delle vincite alla Tana delle Tigri, che lo considera un traditore e, di conseguenza, attraverso Mister X, gli ha giurato vendetta: la vita di Tiger Mask deve spegnersi sul ring. Giganti e wrestler mascherati attendono sul ring, pronti a far scorrere il sangue del nemico. |                                         |                             |
| 2  | L'Uomo Tigre 2 「タイガー・マスク 2」 - Taigā Masuku 2 | 20 maggio 1969 ISBN 978-4-06-109057-6   | 16 febbraio 2013            |
| 2  | Trama Tiger Mask ha tradito la Tana delle Tigri e ora la potente organizzazione ha deciso di vendicarsi uccidendolo sul ring. Il malvagio Mister X affida il compito al selvaggio e gigantesco Gorilla-Man, pronto a fare a pezzi ogni avversario che abbia la sfortuna di trovarsi sulla sua strada. Con l'aiuto di nuovi amici come Giant Baba, Tiger Mask inizia a combattere lealmente. Segue il suo nuovo orientamento persino nel recente Campionato Mondiale Mascherato, una messa in scena competizione organizzata dalla Tana delle Tigri al solo scopo di screditare agli occhi del pubblico il loro ex wrestler e ucciderlo sul ring, e alla quale il nostro protagonista partecipa per vincere il ricco premio in denaro. La sua non è avidità: i soldi gli servono per far ristrutturare un orfanotrofio che sta cadendo a pezzi e per l'operazione necessaria a una sfortunata bambina cieca. I match sono privi di regole, sono consentiti ogni tipo di trucco e scorrettezza, anche il più subdolo. Il match iniziale ha visto Tiger Mask sconfiggere Mister No dopo una lunga battaglia. Il primo degli otto avversari scelti da Mister X è stato eliminato: ne restano altri sette. |                                         |                             |
| 3  | L'Uomo Tigre 3 「タイガー・マスク 3」 - Taigā Masuku 3 | 9 agosto 1969 ISBN 978-4-06-109066-8    | 16 marzo 2013               |
| 3  | Trama Il più appassionante e letale degli eventi del mondo del wrestling, il Campionato Mondiale Mascherato, infine è vinto, ma per Naoto la strada che lo porterà a essere un wrestler onesto è ancora molto lunga e passa per un requisito fondamentale: possedere una grande tecnica mortale corretta. |                                         |                             |
| 4  | L'Uomo Tigre 4 「タイガー・マスク 4」 - Taigā Masuku 4 | 9 agosto 1969 ISBN 978-4-06-109067-5    | 13 aprile 2013              |
| 4  | Trama Non c'è un attimo di tregua per Tiger Mask. Dopo la vittoria del Campionato Mondiale Mascherato nuovi avversari sono in arrivo. Naoto deve essere sempre concentrato e prepararsi con duri allenamenti in vista del match con uno degli animali più pericolosi al mondo. Alla ricerca di un modo per vincere i match in maniera leale, Tiger Mask inizia un allenamento speciale per creare una grande tecnica mortale corretta, una prova che è resa ancora più dura dall'arrivo di due fortissimi wrestler sudamericani. Tiger Mask è volato a Nuova Delhi per il torneo che mette in palio il titolo di campione pan-asiatico di wrestling. Gli avversari che deve sconfiggere per conquistare la coppa del vincitore sono molto più forti di quanto potesse immaginare. |                                         |                             |
| 5  | L'Uomo Tigre 5 「タイガー・マスク 5」 - Taigā Masuku 5 | 20 aprile 1970 ISBN 978-4-06-109085-9   | 18 maggio 2013              |
| 5  | Trama Il più abile dei wrestler giapponesi, Tiger Mask, vola in India per partecipare a un torneo che assegna il titolo di campione panasiatico. Gli avversari che deve affrontare sono forti quanto lui. |                                         |                             |
| 6  | L'Uomo Tigre 6 「タイガー・マスク 6」 - Taigā Masuku 6 | 10 giugno 1970 ISBN 978-4-06-109089-7   | 22 giugno 2013              |
| 6  | Trama Sconvolto per quanto successo sul ring con The Red Death Mask, Tiger Mask scompare dalla scena del wrestling giapponese. Intanto Mister X trova nel circuito dei combattimenti clandestini di Parigi un wrestler in grado di sconfiggere l'odiato Tiger Mask. |                                         |                             |
| 7  | L'Uomo Tigre 7 「タイガー・マスク 7」 - Taigā Masuku 7 | 1º agosto 1970 ISBN 978-4-06-109092-7   | 13 luglio 2013              |
| 7  | Trama Tiger Mask torna in Giappone e, grazie alla nuova tecnica mortale, ricomincia a vincere match. Sulla sua strada c'è però un nuovo wrestler abile quanto spietato, mosso dalla sete di vendetta. |                                         |                             |
| 8  | L'Uomo Tigre 8 「タイガー・マスク 8」 - Taigā Masuku 8 | 1º ottobre 1970 ISBN 978-4-06-109098-9  | 10 agosto 2013              |
| 8  | Trama È il momento della verità: Tiger Mask e il terribile Black V salgono sul ring per affrontarsi in uno dei match più avvincenti della storia del wrestling. Tiger Mask ne esce con il titolo di campione. |                                         |                             |
| 9  | L'Uomo Tigre 9 「タイガー・マスク 9」 - Taigā Masuku 9 | 1º dicembre 1970 ISBN 978-4-06-109104-7 | 14 settembre 2013           |
| 9  | Trama Tiger Mask viene sfidato da wrestler che hanno un solo obiettivo: sottrargli il titolo di campione mondiale mascherato. I ring sui quali si combatte nascondono imprevedibili insidie. |                                         |                             |
| 10 | L'Uomo Tigre 10 「タイガー・マスク 10」 - Taigā Masuku 10 | 20 gennaio 1971 ISBN 978-4-06-109111-5  | 12 ottobre 2013             |
| 10 | Trama Quattro gli sfidanti ancora in gara nei durissimi death match per il titolo di campione mondiale mascherato: Space Mask, Viking Kid, Jekyll-and-Hyde e il terribile Miracle 3, il wrestler di Tana delle Tigri. |                                         |                             |
| 11 | L'Uomo Tigre 11 「タイガー・マスク 11」 - Taigā Masuku 11 | 20 aprile 1971 ISBN 978-4-06-109119-1   | 16 novembre 2013            |
| 11 | Trama La vendetta di Tana delle Tigri sta per realizzarsi. La tetra risata di Miracle 3 riecheggia sotto la maschera scura. Tiger-V, la terza tecnica mortale di Tiger Mask, fa la sua comparsa sul ring. |                                         |                             |
| 12 | L'Uomo Tigre 12 「タイガー・マスク 12」 - Taigā Masuku 12 | 10 agosto 1971 ISBN 978-4-06-109129-0   | 13 dicembre 2013            |
| 12 | Trama Armato della nuova tecnica mortale, la Tiger V, Tiger Mask, un uomo disposto a rischiare la vita per il bene degli orfani, si reca da solo nell'antro del male, Tana delle Tigri. |                                         |                             |
| 13 | L'Uomo Tigre 13 「タイガー・マスク 13」 - Taigā Masuku 13 | 10 novembre 1971 ISBN 978-4-06-109133-7 | 18 gennaio 2014             |
| 13 | Trama Tigre contro Tigre. Tiger Mask è atteso sul ring da un nemico terribile. Tana delle Tigri mette Naoto Date al cospetto delle sue più intime paure. |                                         |                             |
| 14 | L'Uomo Tigre 14 「タイガー・マスク 14」 - Taigā Masuku 14 | 10 febbraio 1972 ISBN 978-4-06-109141-2 | 22 febbraio 2014            |